# Glaskupan (TV-serie)
Glaskupan är en svensk kriminal- och dramaserie som hade premiär på strömningstjänsten Netflix den 15 april 2025. Den är regisserad av Lisa Farzaneh och Henrik Björn. Amanda Högberg och Axel Stjärne har skrivit seriens manus. Seriens koncept är utvecklat av Camilla Läckberg som även är exekutiv producent.

## Handling
Serien utspelar sig i ett litet, avfolkat samhälle någonstans i Sverige, dit beteendevetaren och kriminologen Lejla återvänder. Platsen väcker dubbla känslor hos henne. Som liten flicka hölls hon fånge av en okänd gärningsman här. Det är också platsen där hon fann ett hem hos den pensionerade polischefen Valter.

## Rollista (i urval)
- Léonie Vincent - Lejla Ness
- Johan Hedenberg - Valter Ness
- Johan Rheborg - Tomas Ness
- Farzad Farzaneh - Said
- Ia Langhammer - Jorun
- Cecilia Nilsson - Kristina
- Emil Almén - Björn
- Emma Broomé - Aino
- Oscar Töringe - Martin
- Ville Virtanen - Tage
- Jonny Karlsson
- Bianca Lynxén